# فرودگاه بین‌المللی نانینگ ووژو
فرودگاه بین‌المللی نانینگ ووژو (به انگلیسی: Nanning Wuxu International Airport) یک فرودگاه همگانی و نظامی با کد یاتا NNG است که یک باند فرود بتن دارد و طول باند آن ۳۲۰۰ متر است. این فرودگاه در شهر نان‌نینگ کشور چین قرار دارد و در ارتفاع ۱۲۸ متری از سطح دریا واقع شده‌است.

## شرکت‌های هواپیمایی و مقصدهای پروازی

### Passengers
| شرکت‌های هواپیمایی      | مقصدهای پروازی |
| ---------------------- | --- |
| ایرآسیا                | کوالالامپور |
| ایر چاینا              | پکن، چنگدو شوانگلیو، هانگجو ژیاشان، شانگهای پودنگ |
| ایر ماکائو             | ماکائو |
| بیجینگ کپیتال ایرلاینز | هایکو میلان، هانگجو ژیاشان، لانجو ژنگچوان، لیجیانگ سانی، سانیا فونیکس، یینچوان هیدونگ |
| Chengdu Airlines       | چنگدو شوانگلیو، ونچو یونگچیانگ، ووهان تیانهه, |
| هواپیمایی شرقی چین     | چانگشا هوانگهوا، هایکو میلان، هفئی ژینگیاو، کونمینگ چانگشوی، نانجینگ لوکو، سانیا فونیکس، شانگهای هونگچیائو، شانگهای پودنگ، ونچو یونگچیانگ، ووهان تیانهه |
| هواپیمایی شرقی چین     | دا نانگ، نوا به، پنوم‌پن، واتایی، یانگون |
| China Express Airlines | چنگچینگ ییانگبی |
| هواپیمایی جنوبی چین    | پکن، چانگچون لونگییا، چانگشا هوانگهوا، چنگدو شوانگلیو، چنگچینگ ییانگبی، دالیان ژووشویزی، بایون گوآنگجو، گایلین لیانگ‌جیانگ، هانگجو ژیاشان، هایکو میلان، هاربین تایپینگ، هفئی ژینگیاو، کونمینگ چانگشوی، لانجو ژنگچوان، نانچانگ چانگبی، نانجینگ لوکو، نینگبو لیشه، کینگدائو لیوتینگ، شانگهای هونگچیائو، شانگهای پودنگ، جییانگوشان، شنینگ تخین، شنژن بن، ووسو تائی‌یوان، اورومچی دیووپو، ووهان تیانهه، زیامن گائوچی، شی‌آن شیان‌یانگ، ژنگژو سین‌ژنگ |
| هواپیمایی جنوبی چین    | سووارنابومی، اینچئون، تائویوان تایوان |
| GX Airlines            | بیجی، چانگشا هوانگهوا، هایکو میلان، هفئی ژینگیاو، هوهوت بایتا، جینینگ کوفو، لینی شابولینگ، نانچانگ چانگبی، نانیانگ جیانگ‌یینگ، کینگدائو لیوتینگ، تیانجین بینهای، شی‌آن شیان‌یانگ، ییچانگ سانگسیا، ژنگژو سین‌ژنگ، زوهای سانزاهو |
| هاینان ایرلاینز        | پکن، چانگشا هوانگهوا، هایکو میلان، هانگجو ژیاشان |
| هاینان ایرلاینز        | سووارنابومی |
| هبئی ایرلاینز          | چنگچینگ ییانگبی، شیاژونگ ژنگدینگ |
| هنگ کنگ ایرلاینز       | هنگ کنگ |
| جونیائو ایرلاینز       | شانگهای هونگچیائو، شانگهای پودنگ |
| کورین ایر              | اینچئون |
| Kunming Airlines       | کونمینگ چانگشوی، زیامن گائوچی |
| Lucky Air              | فوژو چنگل، کونمینگ چانگشوی |
| Lucky Air              | برونئی، انگوراه رای، سوئکارنو-هتا |
| New Gen Airways        | چارتر: دن موئنگ |
| Nok Air                | چارتر: دن موئنگ، چیانگ مای، پوکت |
| اوکی ایرویز            | شنژن بن، تیانجین بینهای، شی‌آن شیان‌یانگ |
| فیلیپین ایرلاینز       | چارتر: مکتان-کبو |
| رویلی ایرلاینز         | کونمینگ چانگشوی، ونچو یونگچیانگ |
| Scoot                  | چانگی سنگاپور |
| شاندونگ ایرلاینز       | هانگجو ژیاشان، هفئی ژینگیاو، جینان یاکیانگ، کینگدائو لیوتینگ، ووهان تیانهه، زیامن گائوچی، یانتای لایشان، زوهای سانزاهو |
| شانگهای ایرلاینز       | شانگهای هونگچیائو، شانگهای پودنگ |
| شنژن ایرلاینز          | پکن، چانگچون لونگییا، چانگشا هوانگهوا، چنگدو شوانگلیو، چنگچینگ ییانگبی، دالیان ژووشویزی، فوژو چنگل، هانگجو ژیاشان، هاربین تایپینگ، هوهوت بایتا، جینان یاکیانگ، نانجینگ لوکو، کینگدائو لیوتینگ، سانیا فونیکس، شنینگ تخین، شنژن بن، ووهان تیانهه، شی‌آن شیان‌یانگ، ژنگژو سین‌ژنگ |
| شنژن ایرلاینز          | تائویوان تایوان |
| سیچوان ایرلاینز        | چنگدو شوانگلیو، چنگچینگ ییانگبی، فوژو چنگل، هانگجو ژیاشان، هاربین تایپینگ، کونمینگ چانگشوی، ووهان تیانهه، شی‌آن شیان‌یانگ |
| سیچوان ایرلاینز        | تان سون نهات |
| اسکای انگکور ایرلاینز  | چارتر: سیم ریپ |
| اسپرینگ ایرلاینز       | شانگهای هونگچیائو |
| تای ایرآسیا            | یو-تاپائو |
| تیانجین ایرلاینز       | چانگشا هوانگهوا، دالیان ژووشویزی، لانگ‌دونگ‌بائو گوئی‌یانگ، هایکو میلان، هفئی ژینگیاو، هوهوت بایتا، کونمینگ چانگشوی، لانجو ژنگچوان، لینی شابولینگ، لوژو لانتیان، نانچانگ چانگبی، کینگدائو لیوتینگ، کوانژو جینجیانگ، سانیا فونیکس، ووسو تائی‌یوان، تیانجین بینهای، ونچو یونگچیانگ، شی‌آن شیان‌یانگ، یینچوان هیدونگ، ایوو، ژنگژو سین‌ژنگ، زونی زینزهو                                                                                                |
| ویتنام ایرلاینز        | تان سون نهات چارتر: کام رانح |
| وست ایر                | هفئی ژینگیاو |
| ژیامن ایرلاینز         | فوژو چنگل، هانگجو ژیاشان، شنینگ تخین، شنژن بن، زیامن گائوچی |

### باری
| شرکت‌های هواپیمایی    | مقصدهای پروازی               |
| -------------------- | ---------------------------- |
| چاینا کارگو ایرلاینز | شانگهای هونگچیائو            |
| چاینا پستال ایرلاینز | نانچانگ چانگبی، نانجینگ لوکو |
| SF Airlines          | هانگجو ژیاشان، شنژن بن       |